# 鲁梅古
鲁梅古（法語：Roumégoux，法語發音：[ʁumeɡu]）是法国康塔尔省的一个市镇，位于该省西南部，属于欧里亚克区。

## 地理
鲁梅古（44°51'24"N, 2°11'55"E）面积13.29 平方千米，位于法国奥弗涅-罗讷-阿尔卑斯大区康塔爾省，该省份为法国中南部省份，位于法國中央高原中心，北起科雷兹省、上盧瓦爾省和多姆山省，西接洛特省和科雷兹省，南至阿韦龙省和洛特省，东临上盧瓦爾省和洛泽尔省。
与鲁梅古接壤的市镇（或旧市镇、城区）包括：凯罗尔、格莱纳、帕尔朗、圣索里、拉塞加拉西耶尔、勒鲁热-佩尔斯。

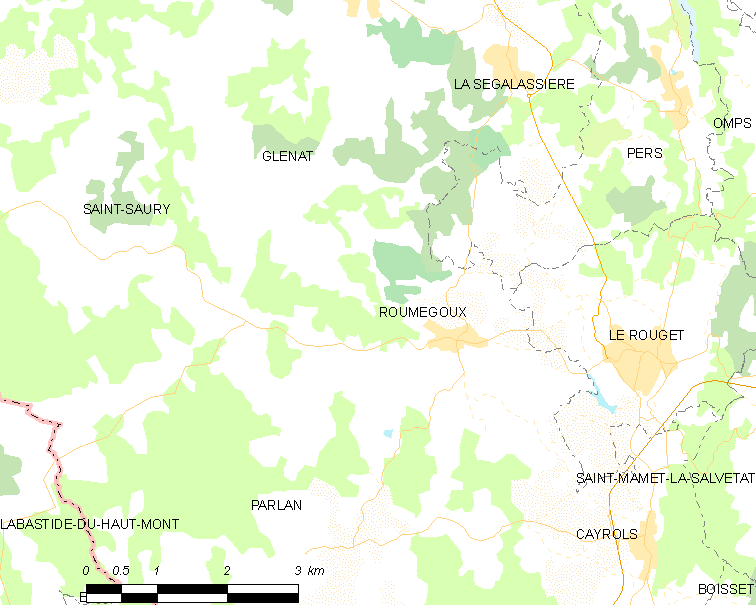
鲁梅古的OSM定位图

鲁梅古的时区为UTC+01:00、UTC+02:00（夏令时）。

## 行政
鲁梅古的邮政编码为15290，INSEE市镇编码为15166。

## 政治
鲁梅古所属的省级选区为圣保罗德朗德县。

## 人口

1962-2008年间鲁梅古人口变化图示

鲁梅古于2022年1月1日时的人口数量为329人。